# Dominik Axmann
Dominik Axmann (* 30. Juni 1999 in Buxtehude) ist ein deutscher Handballspieler. Er spielt für den Handball Sport Verein Hamburg in der Bundesliga.

## Karriere
Axmann wurde in der Saison 2016/17 mit 144 Toren sowie in der Saison 2017/18 mit 189 Toren Torschützenkönig der A-Jugend Bundesliga (Staffel Nord-Ost). In der Saison 2017/18 gewann er mit der Herrenmannschaft des Handball Sport Verein Hamburg die Meisterschaft in der 3. Liga Nord und stieg in die 2. Bundesliga auf. Mit dem Handball Sport Verein Hamburg stieg er 2021 in die Bundesliga auf.

## Familie
Seine Mutter Heike Axmann spielte insgesamt 114 mal für die deutsche Nationalmannschaft. Seine Schwester Natalie spielt ebenfalls Handball.